# Belaja Tserkov Hawks
I Belaja Tserkov Hawks sono una squadra di football americano di Bila Cerkva, in Ucraina.

## Dettaglio stagioni

### Tornei nazionali

#### Campionato

##### ULAF Top Liga
| Stagione | regular season | regular season | regular season | regular season | regular season | regular season | playoff | playoff | playoff | playoff | playoff | playoff   | playoff    |
|          | Vin            | Par            | Per            | Tot            | PF             | PS             | Vin     | Per     | Tot     | PF      | PS      | risultato | avversaria |
| -------- | -------------- | -------------- | -------------- | -------------- | -------------- | -------------- | ------- | ------- | ------- | ------- | ------- | --------- | ---------- |
| 2018     | 2              | 1              | 3              | 6              | 77             | 116            | -       | -       | -       | -       | -       | -         | -          |
| Totale   | 2              | 1              | 3              | 6              | 77             | 116            | -       | -       | -       | -       | -       |           |            |

Fonti: Enciclopedia del Football - A cura di Roberto Mezzetti

##### Divizion C
| Stagione | regular season | regular season | regular season | regular season | regular season | regular season | playoff | playoff | playoff | playoff | playoff | playoff   | playoff                |
|          | Vin            | Par            | Per            | Tot            | PF             | PS             | Vin     | Per     | Tot     | PF      | PS      | risultato | avversaria             |
| -------- | -------------- | -------------- | -------------- | -------------- | -------------- | -------------- | ------- | ------- | ------- | ------- | ------- | --------- | ---------------------- |
| 2017     | 3              | 2              | 1              | 6              | 142            | 50             | 1       | 1       | 2       | 16      | 26      | Finale    | Azov Dolphins Mariupol |
| Totale   | 3              | 2              | 1              | 6              | 142            | 50             | 1       | 1       | 2       | 16      | 26      |           |                        |

Fonti: Enciclopedia del Football - A cura di Roberto Mezzetti